# Paul Halla
Paul Halla (ur. 10 kwietnia 1931 w Grazu, zm. 6 grudnia 2005 w Wiedniu), piłkarz austriacki, reprezentant kraju, uczestnik finałów mistrzostw świata.
Grał na prawej obronie. Karierę zaczynał w Sturmie Graz. Od 1951 Do 1953 był zawodnikiem Grazer AK, znaczące sukcesy odnosił po przejściu do Rapidu Wiedeń w t.r. Z klubem wiedeńskim świętował pięć tytułów mistrza Austrii (1954, 1956, 1957, 1960, 1964) oraz Puchar Austrii w 1961.
23 listopada 1952 debiutował w reprezentacji narodowej w remisowym (1:1) meczu z Portugalią. Do 1965 wystąpił w 34 meczach zespołu narodowego, zdobywając dwie bramki. Był w kadrze powołanej na mistrzostwa świata w Szwajcarii w 1954, która zajęła w turnieju finałowym 3. miejsce; przysługuje mu tytuł medalisty, chociaż w samym turnieju nie zagrał. Wystąpił natomiast w jednym meczu na kolejnych mistrzostwach (Szwecja 1958), przegranym 0:3 z późniejszymi mistrzami Brazylijczykami; zespół austriacki odpadł z turnieju po rozgrywkach grupowych.